# 重力波 (流體力學)

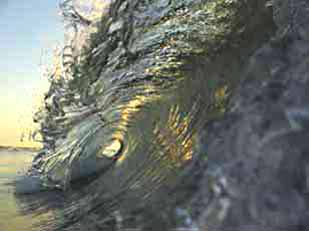
海浪，重力波的一種表現。

重力波（英語：Gravity waves）在流體力學，是在液體介質內或兩種介質界面間（例如大氣與海洋間）的一種波，其恢復力來自於重力或浮力。當一小團液體離開液面（界面類型）或者在液體中到了一個液體密度不同之區域（液體內類型），透過重力作用，這團液體會以波動形式在平衡態之間擺盪。
在液體介質內的類型又稱為內波，在兩界面間的類型又稱為表面重力波或表面波。海浪及海嘯也是重力波的一種表現。
重力波的傳播速度以c表示，重力加速度以g表示；其與波長及液體深度相關。
在液體深度大於二分之一波長時，波速c與波長λ相關，關係式如下：
{\displaystyle c={\sqrt {g\lambda  \over 2\pi }}}
在液體深度小於大約二十分之一波長時，波速c則與深度h相關，關係式如下：
{\displaystyle c={\sqrt {gh}}}
大气中的重力波可以产生多种效应。